# 넬슨 굿맨
넬슨 굿맨(Nelson Goodman)은 미국의 철학자이다. 1906년 8월 7일 메사추세츠주 섬머빌에서 태어나 1998년 11월 25일 메사추세츠주 니담에서 92세의 나이로 사망했다. 그의 관심 분야는 형이상학, 인식론, 언어 철학, 과학 철학, 미학에 이르기까지 넓다.

## 철학
《사실, 허구 그리고 예측》(Fact, Fiction, and Forecast, 1955)에서 그는 "귀납의 새로운 수수께끼"(new riddle of induction)을 제시하였다. 굿맨은 이를 통해 귀납 추론이 언제 정당화되는지에 대하여 탐구하였다.

## 같이 보기
- 미국 철학

## 참고 문헌
- 굿맨 『사실, 허구 그리고 예측』 / 김희정 pdf
- 굿맨 『세계제작의 방법들』 / 김희정 pdf